# Sonate K. 188
La sonate K. 188 (F.140/L.239) en la mineur est une œuvre pour clavier du compositeur italien Domenico Scarlatti.

## Présentation
La sonate K. 188, en la mineur, est notée Allegro. À partir de la mesure 26, Scarlatti propose un de ses tours de magie parmi les plus exaltants : l'effet tonifiant découle de la basse très écartée et des quintes qui terminent chaque petite séquence ; ces caractéristiques produisent un ton rustique, dont les quintes ouvertes et les octaves sont particulièrement courants pour évoquer une sonorité populaire.
Le rythme de triolets de doubles croches (pure coïncidence) est identique à celui du second trio avec piano de Beethoven ; ce que W. Dean Sutcliffe compare à des castagnettes — comme dans la sonate K. 204a ou l'ouverture de la K. 193.

## Manuscrits
Le manuscrit principal est le numéro 17 du volume II (Ms. 9773) de Venise (1752), copié pour Maria Barbara ; les autres sont Parme IV 5 (Ms. A. G. 31409), Münster IV 45 (Sant Hs 3967) et Vienne B 45 (VII 28011 B).

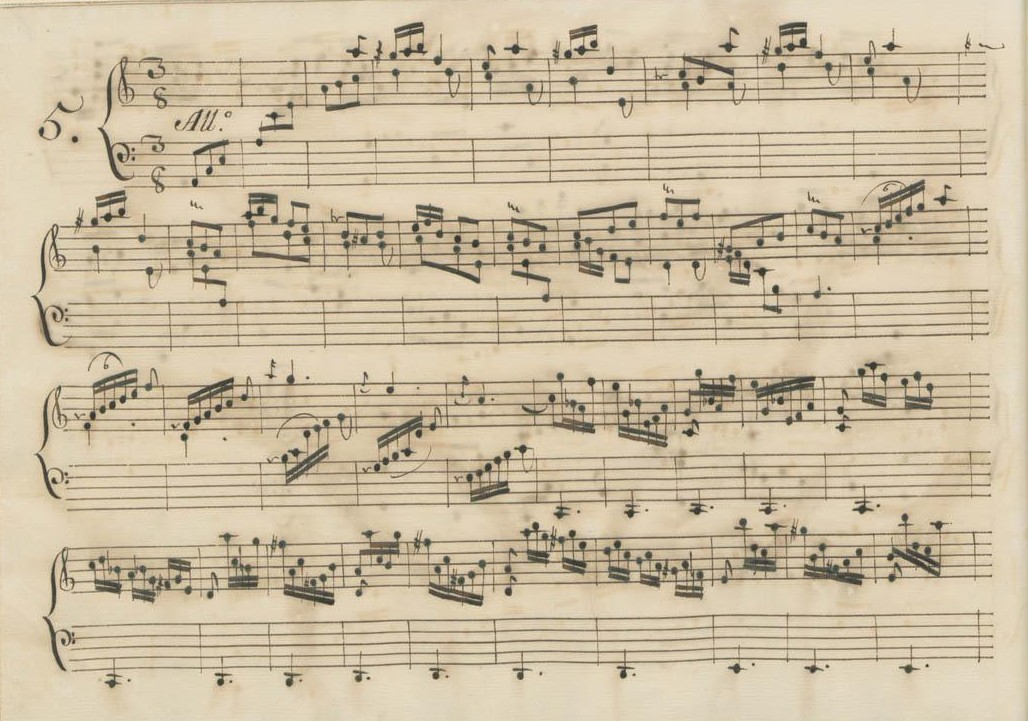
Parme IV 5.
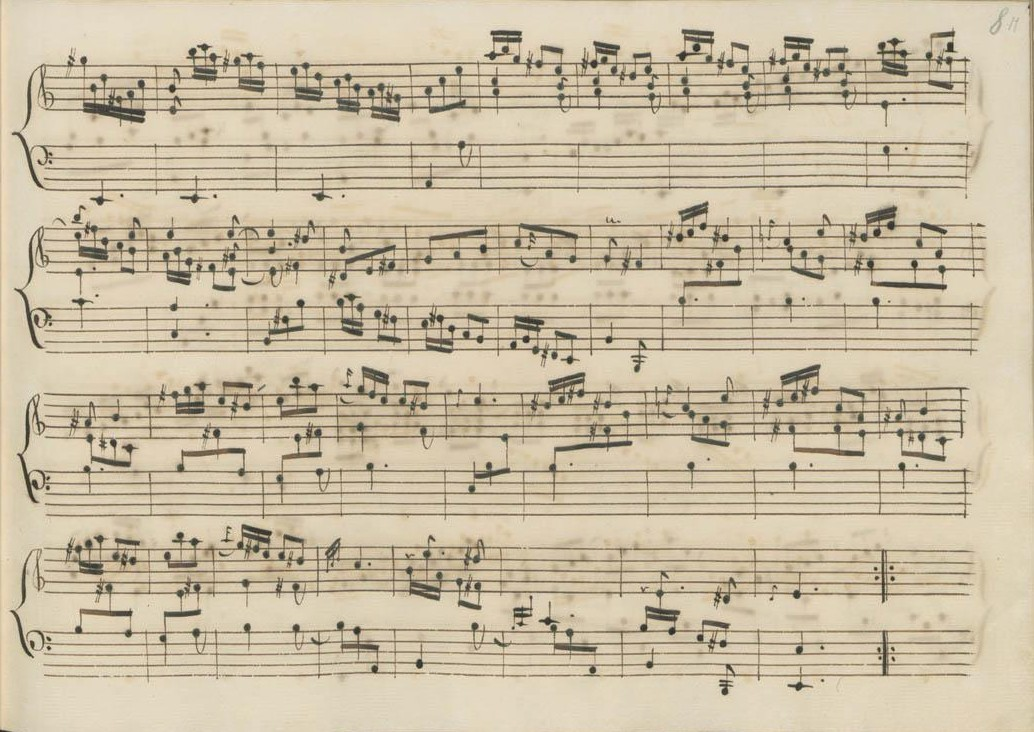
Parme IV 5.
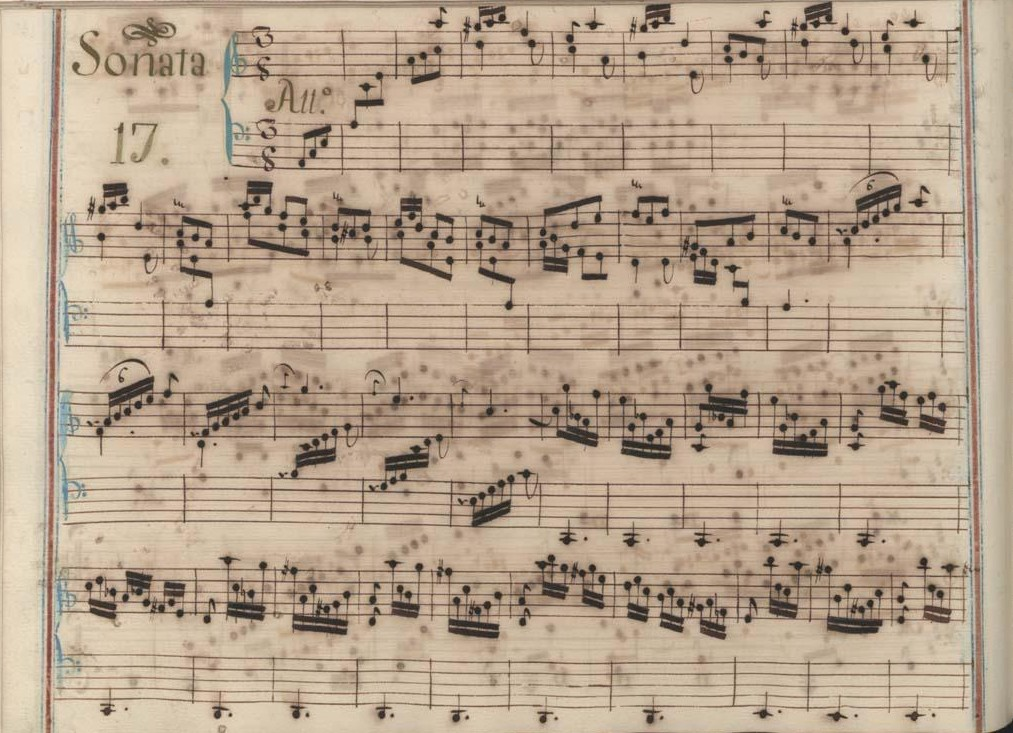
Venise II 17.
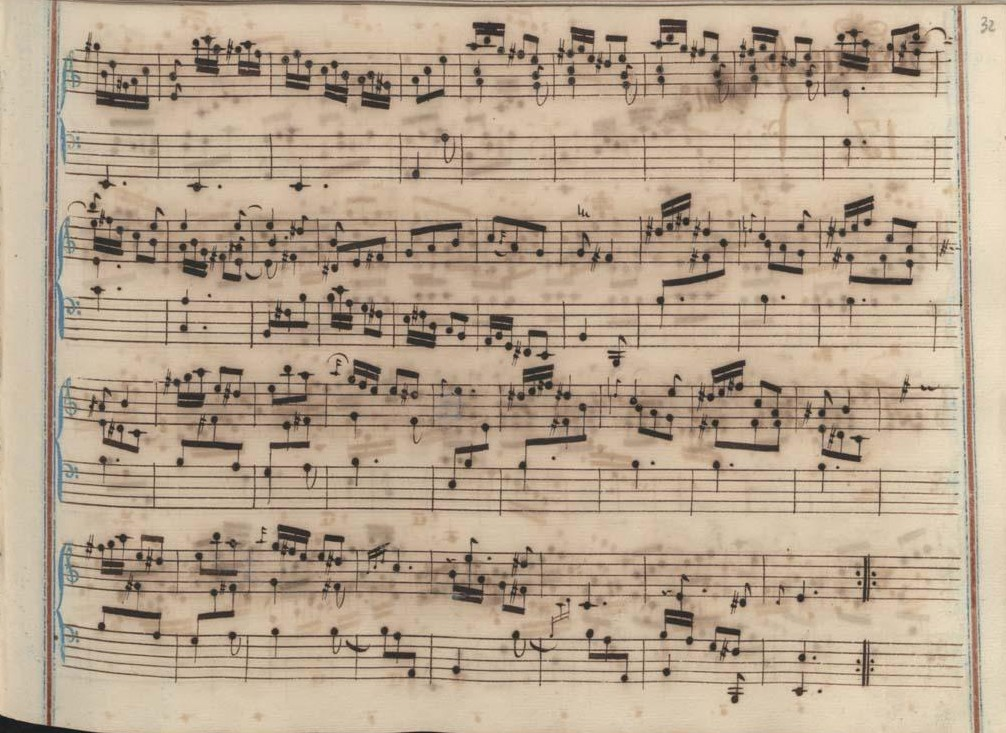
Venise II 17.

## Interprètes
La sonate K. 188 est défendue au piano, notamment par Carlo Grante (2009, Music & Arts, vol. 2) et Frédéric d'Oria-Nicolas (2019, Fondamenta) ; au clavecin par Luciano Sgrizzi (1979, Erato)  Scott Ross (1985, Erato), Minako Tsuruta (2000, Naxos), Richard Lester (2001, Nimbus, vol. 1) et Pieter-Jan Belder (Brilliant Classics, vol. 5).

## Sources
: document utilisé comme source pour la rédaction de cet article.
- Ralph Kirkpatrick (trad. de l'anglais par Dennis Collins), Domenico Scarlatti, Paris, Lattès, coll. « Musique et Musiciens », 1982 (1re éd. 1953 (en)), 493 p. (ISBN 978-2-7096-0118-4, OCLC 954954205, BNF 34689181).
- Alain de Chambure, « Domenico Scarlatti : Intégrale des sonates — Scott Ross », Erato (2564-62092-2), 1985 (OCLC 891183737) .
- (en) W. Dean Sutcliffe, The Keyboard Sonatas of Domenico Scarlatti and Eighteenth-Century Musical Style, Cambridge / New York, Cambridge University Press, 2008, xi-400 (ISBN 978-0-521-07122-2, OCLC 1005658462, BNF 42017486).